# Acroriodes diplolophodes
Acroriodes diplolophodes är en fjärilsart som beskrevs av Embrik Strand 1921. Acroriodes diplolophodes ingår i släktet Acroriodes och familjen nattflyn. Inga underarter finns listade i Catalogue of Life.